# Venner
Venner är ett norskt kriminaldrama från 1960 i regi av Tancred Ibsen. I rollerna ses bland andra Alf Malland, Tor Stokke och Eva Bergh.

## Handling
Vännerna Harry och Tomas försöker tillsammans bestiga den beryktade fjälltoppen Eagle Peak. Tomas förmodas omkomma i ett ras medan Harry återvänder hem. Det visar sig att Tomas lyckats undkomma raset och själv bestiga toppen. Väl hemma anklagar han Harry för att försökt ta livet av honom. Tomas tas för sinnessjuk och blir inlagd. Ingen tror på hans historia. Journalisten Vera Ruud skaffar ett fotografi som visar sanningen: Harry försökte döda Tomas. Motivet var att Harry försökte komma åt Tomas fru.

## Rollista
- Alf Malland – Tomas Gran
- Tor Stokke – Harry Smidt
- Eva Bergh – Edna Gran, Tomas' hustru
- Ingerid Vardund – Vera Ruud, journalist
- Wilfred Breistrand – läkaren
- Karl-Ludvig Bugge – polis
- Helge Essmar – kontorschefen
- Synnøve Gleditsch – husa hos Smidt
- Vegard Hall – fjällklubbens ordförande
- Karin Hansson – kontorsdam
- Gitta Heske – kontorsdam
- Egil Hjorth-Jenssen – gammel journalist
- Thor Hjorth-Jenssen – polis
- Rolf Holmsen – Olsen, sjuksköterska
- Ola Isene – överläkaren
- Øivind Johnssen – medlem av rätten
- Finn Kvalem – fjällklubbens sekreterare
- Rigmor Lange – kontorsdam
- Mette Lange-Nielsen – kontorsdam
- Knut Risan – journalist
- Ragnar Schreiner – medlem av rätten
- Erna Schøyen – hushållerska hos Gran
- Einar Sissener – redaktören
- Harald Heide Steen – ordförande i rätten
- Per Sunderland
- Tom Tellefsen – medlem av rätten
- Bibba Øygard – kontorsdam

## Om filmen
Venner producerades av Nordsjøfilm AS med Bjarne Stokland som produktionsledare. För regi och manus stod Tancred Ibsen, hans första spelfilm sedan 1951 års Storfolk og småfolk. Filmen bygger på Arnulf Øverlands pjäs med samma namn, vilken hade publicerats 1917 och haft urpremiär på Det Nye Teater 1933 och även spelats på Trøndelag Teater 1938. Filmen fotades av Ragnar Sørensen och klipptes av Sølve Kern. Musiken komponerades av Maj Sønstevold.
Filmen hade premiär den 1 februari 1960 i Norge. I juni samma år visades den vid Berlins filmfestival. Den hade dansk premiär den 28 november 1960 med titeln Kampen om Ørnefjeldet och östtysk premiär den 15 september 1961 med titeln Der Tod lauert in den Rocky Mountains. Dess engelska titel är Struggle for Eagle Peak. Vid den norska premiären mottogs filmen väl.